# Jakobshorn
Das Jakobshorn ist ein mit einer Pendelbahn erschlossener Berggipfel in der Schweiz. Der wenig markante Gipfelaufbau ist das Nordwestende eines Grates, welcher aus südöstlicher Richtung zwischen dem südlichen Sertigtal und dem nördlichen Dischmatal in Richtung Davos verläuft und zwischen dem 2,5 km entfernten Wuosthorn (2815 m) und Jakobshorn nie unter 2560 Meter fällt. In unmittelbarer Nähe steht südöstlich das Jatzhorn (2682 m).
Das ganze Gebiet liegt auf Gemeindegebiet der Gemeinde Davos.

## Bahn und Skigebiet

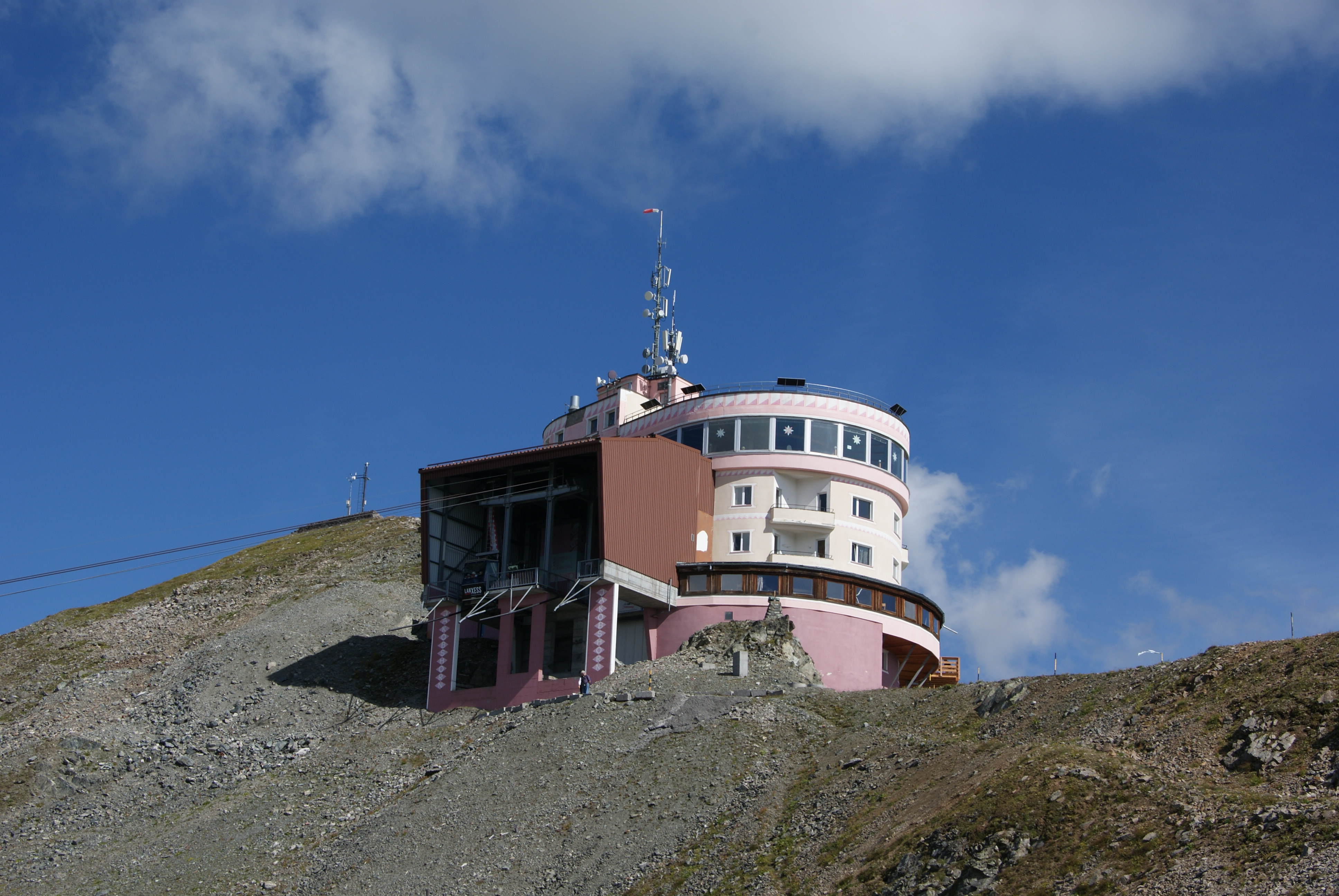
Bergstation der Bahn auf das Jakobshorn

Auf den Osthängen des Jakobshorns erstreckt sich das gleichnamige Skigebiet, das aus zwölf Bahnen und Skiliften besteht. Es ist eines von fünf Skigebieten des Wintersportgebiets Davos Klosters Mountains.
Die Bahn aufs Jakobshorn wurde im Jahr 1958 fertiggestellt. Die erste Sektion führt auf die Ischalp, von wo mit der zweiten Sektion der Gipfel erreicht wird. Die erste Sektion wurde 2014 durch einen Neubau ersetzt. Die neuen Gondeln fahren auf dieser unteren Sektion nun auf zwei Tragseilen und fassen 100 statt der vorherigen 50 Personen.
Die kürzeste Seilbahn der Schweiz, die Güggel-Bahn, erschliesst zudem von Süden her den Gipfel, womit das Skigebiet um die Alp Jatz an das Jakobshorn angeschlossen wird.

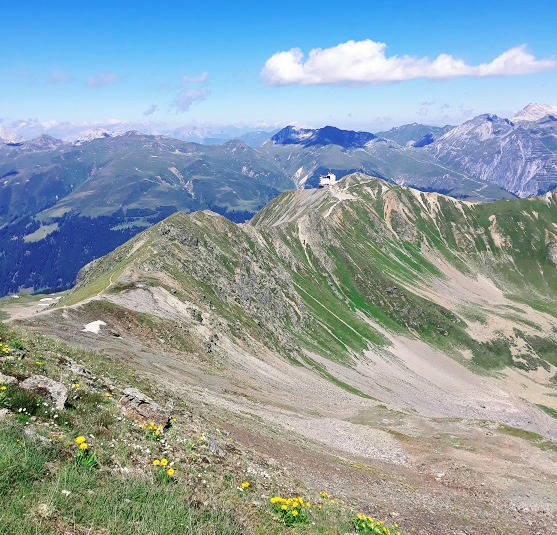
Blick aufs Jakobshorn vom Jatzhorn aus, im Sommer 2020

## Panoramaaufnahmen

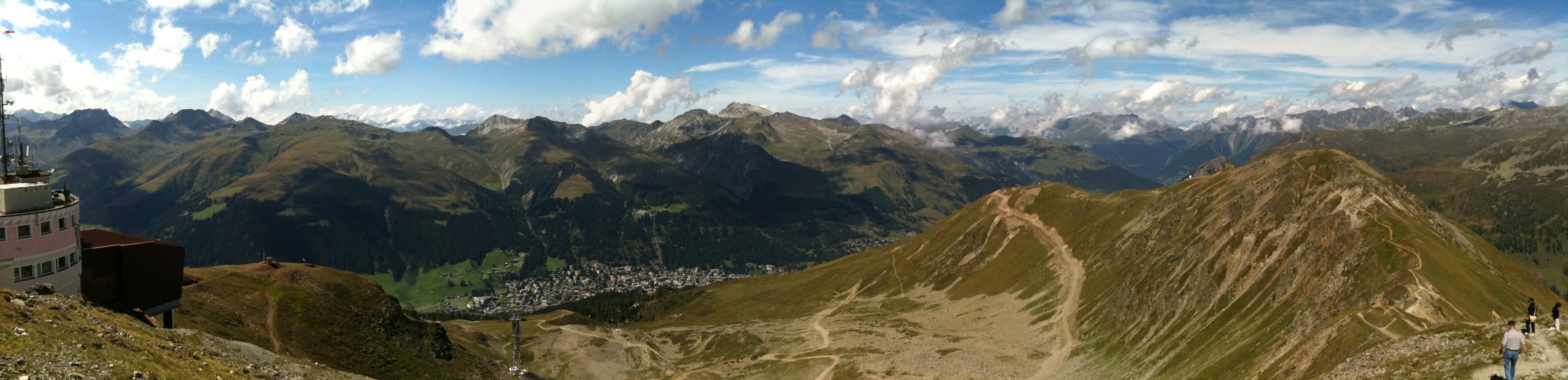
Blick nach Nordwesten, im Tal Davos Platz
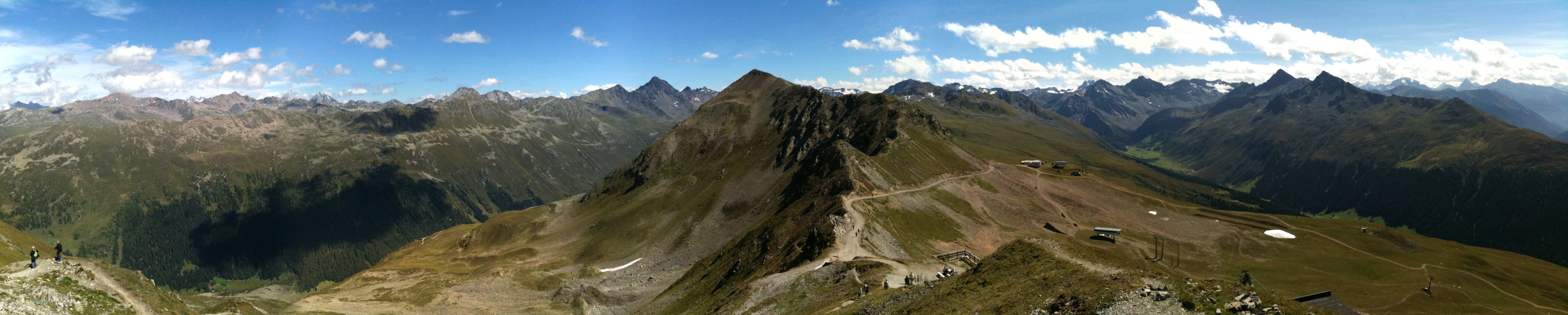
Blick nach Südosten
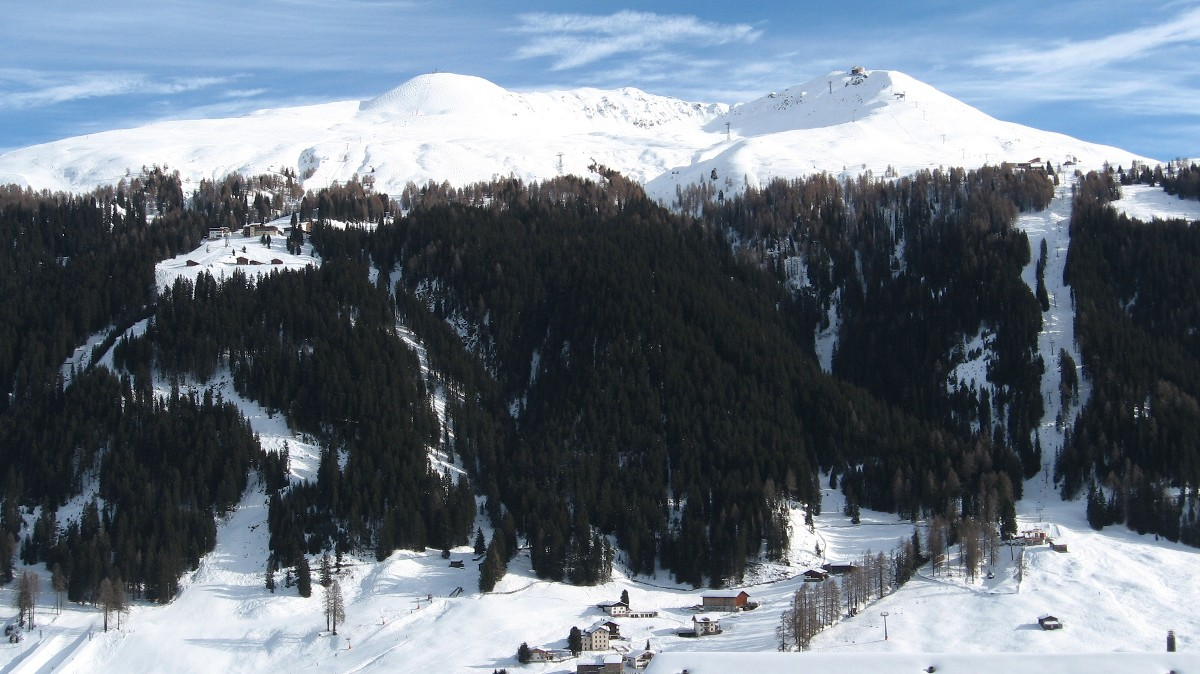
Jakobshorn von Nordwest, über dem Ortsende von Davos Platz